# Christophe Huysman
Christophe Huysman (n. 1964, Dunkerque) este un dramaturg, regizor și actor francez. După absolvirea Conservatorului național superior de arte dramatice din Paris, Huysman a pus în scenă mai multe piese de Philippe Minyana
(Les Guerriers, Où vas-tu Jérémie ? și Habitations) și Georges Aperghis (Commentaires și
Jojo). Ca autor, un succes aparte i-a adus piesa Les Repas HYC , jucată în premieră în anul 2003 la Théâtre de la Bastille din Paris. 